# Łazisko (gmina)
Łazisko (od 1953 Ujazd) – dawna gmina wiejska istniejąca do 1953 roku w woj. łódzkim. Nazwa gminy pochodzi od wsi Łazisko, lecz siedzibą władz gminy był Ujazd.
Za Królestwa Polskiego gmina Łazisko (Łaziska) należała do powiatu brzezińskiego w guberni piotrkowskiej. 31 maja 1870 do gminy przyłączono pozbawiony praw miejskich Ujazd.
W okresie międzywojennym gmina Łazisko należała do powiatu brzezińskiego w woj. łódzkim. Po wojnie gmina zachowała przynależność administracyjną. Według stanu z 1 lipca 1952 roku gmina składała się z 24 gromad: Bielina, Cekanów, Chorzęcin, Dąbrowa, Dębniak, Godaszewice, Jadwigów, Komorów, Łazisko, Małecz, Niebrów, Ojżanów, Olszowa, Olszowa-Piaski, Przesiadłów, Sangrodz, Skrzynki, Stasiolas, Swińsko, Swińsko kol., Ujazd, Zaborów I, Zaborów, II i Zawada.
21 września 1953 roku jednostka o nazwie gmina Łazisko została zniesiona przez przemianowanie na gminę Ujazd.